# الدوري البرتغالي الدرجة الثانية 1989–90
الدوري البرتغالي الدرجة الثانية 1989–90 (بالبرتغالية: II Divisão de 1989–90‏) هو موسم من الدوري البرتغالي الدرجة الثانية. فاز فيه سالجويروس ‏.